# Lisa Sparks
Lisa Sparks (Bowling Green, Kentucky; 6 de octubre de 1977) es una actriz pornográfica estadounidense.

## Educación
Antes de entrar en la industria del porno, era estudiante universitaria. Obtuvo con posterioridad el grado Master de Artes en Multimedia con un grado menor en Negocios en la Universidad de Kentucky.

## Carrera como actriz pornográfica
Debutó como actriz pornográfica en 2003. Uno de sus logros más reconocidos y notables es haber alcanzado el récord mundial de Gang Bang, después de haber tenido 919 relaciones sexuales en un día, con un promedio aproximado de 1 minuto y 57 segundos con cada uno de ellos según los cálculos recibidos por los organizadores del evento. El récord está registrado en Eroticon 2004, convención de pornografía en Polonia. Es muy popular por sus escenas que involucran sexo anal, doble penetración, interracial y Gang Bang. También participa en vídeos para el sitio web Bang Bros. Fue una de las organizadoras de KSEX Radio y se ha destacado en el programa de radio de Howard Stern y en la radio de Playboy.
Es conocida por sus grandes senos naturales. Destacó en The Surreal Life, un reality show de televisión con el legendario actor porno, Ron Jeremy.
Lisa posee Sparxxx Cash & Sparxxx Entertainment, una empresa de webmaster que opera varios sitios porno, incluso su propio sitio que opera junto con su marido.